# ЕКСНИЛИ врата
| УЛАЗ A B | УЛАЗ A B | ИЗЛАЗ A ЕКСНИЛИ B |
| 0        | 0        | 1                 |
| 0        | 1        | 0                 |
| 1        | 0        | 0                 |
| 1        | 1        | 1                 |

ЕКСНИЛИ врата (ексклузивно НИЛИ, искључиво НИЛИ) или ЕКСНИЛИ коло, ЕКСНИЛИ капија (енгл. XNOR gate) су дигитална логичка врата чији излаз прати таблицу истине показану на лијевој страни. Логичка нула „0“ се појављује на излазу само ако је било који од улаза у стању логичке јединице „1“, али не оба (одатле назив искључиво, ексклузивно).
ЕКСНИЛИ логичка врата се могу лакше схватити и као ЕКСИЛИ врата са инвертером (НЕ врата) спојеним на излаз.

## Симболи
Постоје 2 симбола за ЕКСНИЛИ коло, обични („војни“, „амерички“) и четвртасти (ИЕЦ).

## Хардверски опис и распоред пинова
ЕКСНИЛИ врата постоје у TTL и CMOS изведби као интегрална кола.
- ЦМОС ЕКСНИЛИ коло:
  - 4077: четворострука ЕКСНИЛИ врата са по 2 улаза

- ТТЛ ЕКСНИЛИ кола:
  - 74266: четворострука ЕКСНИЛИ врата са по 2 улаза, са отвореним колектором
  - 747266: четворострука ЕКСНИЛИ врата са по 2 улаза

## Замјена
Ако ЕКСНИЛИ коло није доступно, може се сложити из универзалних логичких НИ или НИЛИ кола, као и сва друга логика.